# Ferdinand von Roemer
Pour les articles homonymes, voir Roemer.
Carl Ferdinand von Roemer (5 janvier 1818 - 14 décembre 1891), est un géologue prussien. 

## Biographie
Il fait ses études pour la profession juridique à Göttingen, mais s'intéresse à la géologie, et abandonnant le droit en 1840, étudie les sciences à l'Université de Berlin, où il obtient un doctorat en 1842.
Deux ans plus tard, il publie son premier ouvrage, Das Rheinische Ubergangsgebirge (1844), dans lequel il traite des roches et des fossiles plus anciens. En 1845, il se rend en Amérique et consacre un an et demi à une étude approfondie de la géologie du Texas et d'autres États du Sud. Il publie à Bonn en 1849 un ouvrage général intitulé Texas, tandis que les résultats de ses recherches sur les roches et les fossiles du Crétacé sont publiés trois ans plus tard dans un traité, Die Kreidebildungen von Texas und ihre organischen Einschlusse (1852), qui comprend également un compte-rendu général de la géologie, et lui vaut le titre de Père de la géologie du Texas.
Par la suite, il publie à Breslau Die Silurische Fauna des westlichen Tennessee (1860). Pendant la préparation de ces travaux, il est de 1847 à 1855 Privatdozent à Bonn, puis est nommé professeur de géologie, de paléontologie et de minéralogie à l'Université de Breslau, poste qu'il occupe avec un succès signalé comme enseignant jusqu'à sa mort.
En tant que paléontologue, il apporte d'importantes contributions à nos connaissances, en particulier sur les vertébrés du Dévonien et des roches plus anciennes. Il assiste Heinrich Georg Bronn dans la troisième édition du Lethaea geognostica (1851-1856), puis il travaille sur une édition augmentée et révisée, dont il publie une section, Lethaea palaeozoica (1876-1883). En 1862, il est appelé à superviser la préparation d'une carte géologique de la Haute-Silésie, et les résultats de ses recherches sont incorporés dans sa Geologie von Oberschlesien (3 vol., 1870). Comme minéralogiste, il est également bien connu, notamment par ses enseignements pratiques et par la collection qu'il constitue au Musée de Breslau. Il meurt à Breslau le 14 décembre 1891.
Son frère, Friedrich Adolph Roemer, est également géologue.